# بویی تونگ فونگ
بویی تونگ فونگ زادهٔ ۱۴ دسامبر ۱۹۴۲، درگذشت ژوئیه ۱۹۷۵، پژوهشگر و پیشگام در زمینهٔ گرافیک رایانه‌ای ویتنامی بود. بویی تونگ فونگ نوشته‌هایش را با نام بوئی منتشر کرد و اختراعاتش با نام فونگ شناخته شده‌است.

## زندگی
فونگ در شهر هانوی، هندوچین فرانسه به دنیا آمد او پس از ورود به دبیرستان در ۱۹۵۴ به سایگون رفت و در آنجا به دبیرستان ژان ژک روسو رفت، در ۱۹۶۴ او به فرانسه رفت و در آنجا دیپلم مهندسی گرفت.
فونگ، سازندهٔ سایه‌زنی فونگ و مدل بازتابی فونگ است. روش‌های پیشنهادی او در گرافیک رایانه ای بسیار پرکاربرد است. او توضیح روشش را در پایان نامهٔ دکتری اش در ۱۹۷۳، و در مقاله ای در ۱۹۷۵ ارائه کرده‌است. او نخستین الگوریتم شبیه‌سازی پدیدهٔ بازتاب منظم را ارائه کرد.
از جمله کسانی که به عنوان استاد و همکلاس با او همکاری کردند می‌توان به ایوان سادرلند، جیمز اچ کلارک اشاره کرد. بویی تونگ فونگ در اثر سرطان خون درگذشت.